# Idioma baeggu
Baeggu (también llamado Baegu o Mbaenggu) es una lengua oceánica hablada por los indígenas de la isla Malaita del Norte en las Islas Salomón. En 1999 se sabía que 5.900 personas hablaban el idioma. El idioma es en gran medida inteligible con Baelelea, To'aba'ita y Lau.